# پارک یونگ-چول

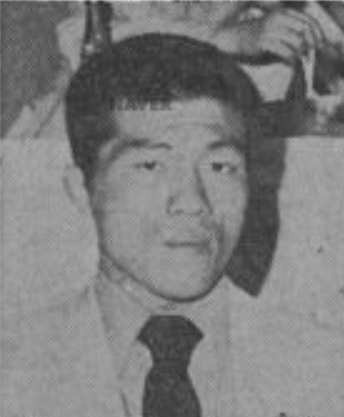
المپیک تابستان ۱۹۷۶، مدال برنز

پارک یونگ-چول (انگلیسی: Park Young-chul؛ زادهٔ ۱۴ آوریل ۱۹۵۴) جودوکار اهل کره جنوبی بود.